# Senec (okres Rakovník)
Senec (německy Senetz) je vesnice a obec v okrese Rakovník ve Středočeském kraji, ležící zhruba 4,5 km jihozápadně od Rakovníka. Žije zde 264 obyvatel.

## Historie
První písemná zmínka o obci pochází z roku 1380. Senec byl založen za dob krále Jana Lucemburského. Prvními známými držiteli byl Ota Majírek a jeho syn Jan. V 15. a 16. století Senec vystřídal řadu majitelů, později byl připojen k panství Petrovice. Za třicetileté války byl Senec úplně vypálen. V roce 1869 došlo ke zřízení školy, pro niž byla roku 1890 postavena nová budova. V červenci roku 1933 byl odhalen pomník padlým za první světové války.

### Územněsprávní začlenění
Dějiny územněsprávního začleňování zahrnují období od roku 1850 do současnosti. V chronologickém přehledu je uvedena územně administrativní příslušnost obce v roce, kdy ke změně došlo:
- 1850 země česká, kraj Praha, politický i soudní okres Rakovník[4]
- 1855 země česká, kraj Praha, soudní okres Rakovník
- 1868 země česká, politický i soudní okres Rakovník
- 1939 země česká, Oberlandrat Kladno, politický i soudní okres Rakovník[5]
- 1942 země česká, Oberlandrat Praha, politický i soudní okres Rakovník[6]
- 1945 země česká, správní i soudní okres Rakovník[7]
- 1949 Pražský kraj, okres Rakovník[8]
- 1960 Středočeský kraj, okres Rakovník
- 2003 Středočeský kraj, obec s rozšířenou působností Rakovník

### Rok 1932
V obci Senec (531 obyvatel) byly v roce 1932 evidovány tyto živnosti a obchody: cihelna, 2 hostince, kapelník, Dělnický konsum, 2 kováři, 14 rolníků, 2 řezníci, 2 obchody se smíšeným zbožím, trafika, truhlář.

## Doprava
Dopravní síť
- Pozemní komunikace – Do obce vede silnice III. třídy. Ve vzdálenosti 1 km lze dojet na silnici II/229 Rakovník - Kralovice.
- Železnice – Železniční trať ani stanice na území obce nejsou. Nejbližší železniční stanicí je Lubná ve vzdálenosti 1,5 km ležící na trati 162 z Rakovníka do Kralovic.

Veřejná doprava 2011
- Autobusová doprava – V obci zastavovaly autobusové linky Rakovník-Lubná (v pracovních dnech 1 spoj) a Rakovník-Lubná-Krakovec-Slabce (v pracovních dnech 6 spojů) (dopravce ANEXIA s. r. o.). O víkendech byla obce bez dopravní obsluhy.